# The Sounds
The Sounds é uma banda de indie rock da Suécia. Formada em Helsimburgo em 1999, o grupo já foi comparado com outras bandas de new wave como Blondie, The Cars, the Epoxies e Missing Persons.
O primeiro álbum, Living In America, foi lançado em 2002, com o seguinte que foi Dying To Say This to You em 21 de Março de 2006. O terceiro álbum da banda, Crossing the Rubicon, foi lançado em 2 de Junho de 2009, o quarto a ser lançado foi Something to Die For com lançamento no dia 29 de Março de 2011. O ultimo álbum realizado,Weekend, foi lançado no dia 29 de Outubro de 2013. Os fãs aguardam um show no Brasil - ainda sem data.

## História

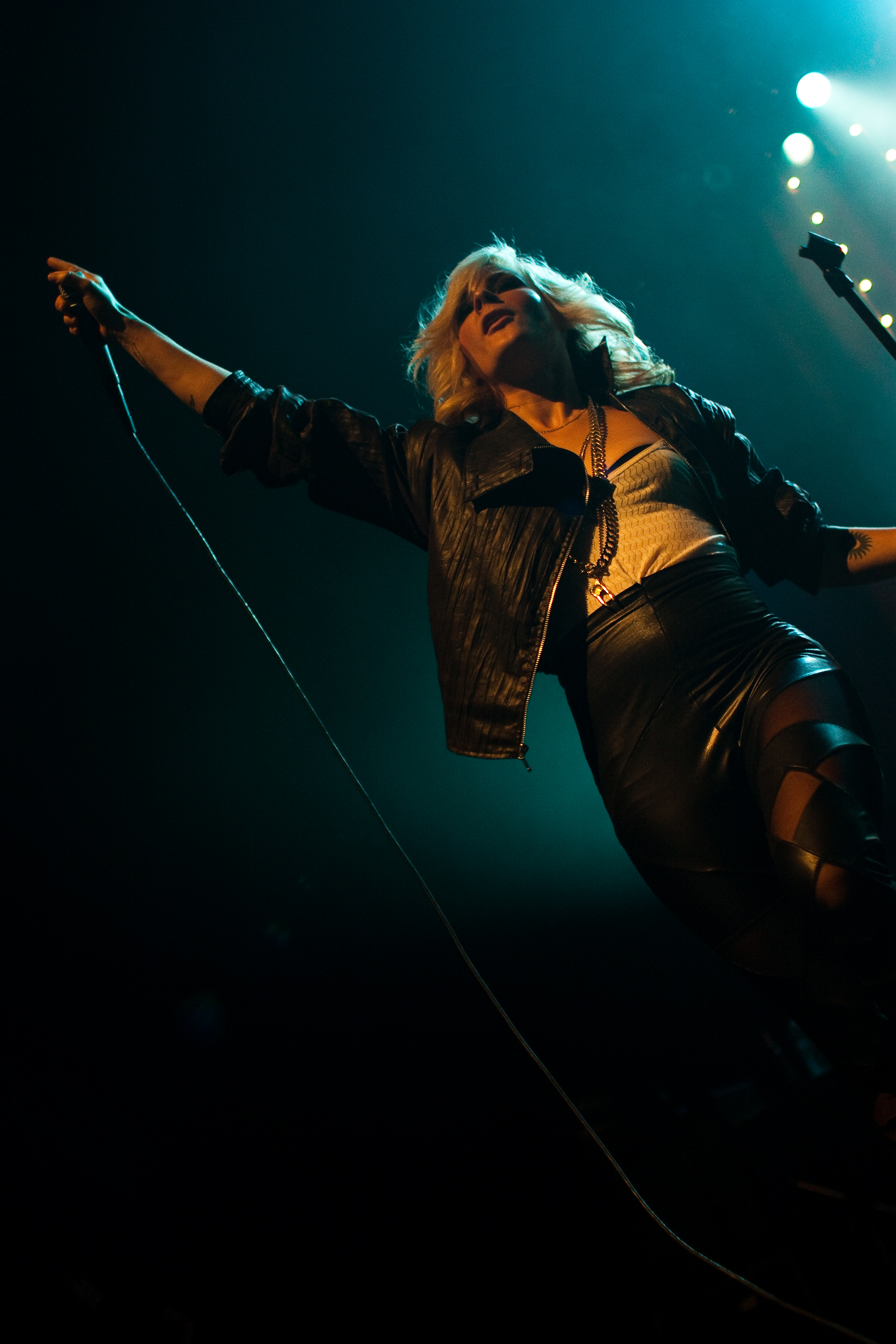
Maja Ivarsson performing.

The Sounds foi formada em 1998 pelos colegas de classe Félix Rodriguez, Maja Ivarsson, Johan Bengtsson e Fredrik Blond em Helsimburgo, Suécia. O grupo  conheceu Jesper Anderberg, o membro mais jovem, por acaso, no Festival Hultsfred e foi convocado para tocar teclados e guitarra. O nome da banda foi decidido meses depois em uma viagem à Londres. Antes de se tornar cantora da banda, Ivarsson tocava guitarra elétrica em outra banda local.
Seu álbum de estreia, Living in America, foi gravado em Stockholm e produzido por Adel Dahdal e Jimmy Monell. Ganharam vários prêmios de “Melhor Revelação”, um Grammy, 4ª posição nas paradas Suécas, e não ficaram só conhecidos na Suécia como também nos Estados Unidos. A banda tocou em mais de 500 shows após o lançamento do álbum e participou da Warped Tour de 2004. Em 2006, eles tocaram mais uma vez na Warped Tour, desta vez no palco principal, e excursionou com bandas como Foo Fighters, The Strokes, Morningwood, Angels & Airwaves, +44, Mando Diao, Panic! At The Disco e, mais recentemente, No Doubt e Paramore durante sua última turnê, em 2009.
Nos Estados Unidos, a banda fez várias aparições na TV e artigos de revistas e já teria construído uma base de fãs de celebridades que inclui Dave Grohl, Pharrell, Quentin Tarantino, Thomas Johnson e Robin Botten, Bam Margera e sua esposa Missy Margera, David Desrosiers , Ben Khodadad e Britney Spears. A banda já declarou várias vezes que se baseia na palavra da boca e concertos para promover a sua música. [2]
O segundo álbum, Dying to Say This to You, foi gravado no Studio 880 em Oakland, Califórnia, e produzido por Jeff Saltzman (produtor de The Killers 'Hot Fuss). Eles começaram a perna européia da turnê em setembro e em outubro turnê com Panic! At The Disco, que incluiu datas em Londres e várias outras grandes cidades europeias. Após essa turnê, The Sounds fez outra corrida nos Estados Unidos, começando com um show secreto MySpace em Miami, Flórida, em Halloween e, em seguida, parando em 10 grandes cidades de costa a costa com o apoio de ato brilhantes Toy Guns. Ao todo, os sons jogado mais de 200 shows em 2006, mais de metade dos quais foram nos Estados Unidos. 

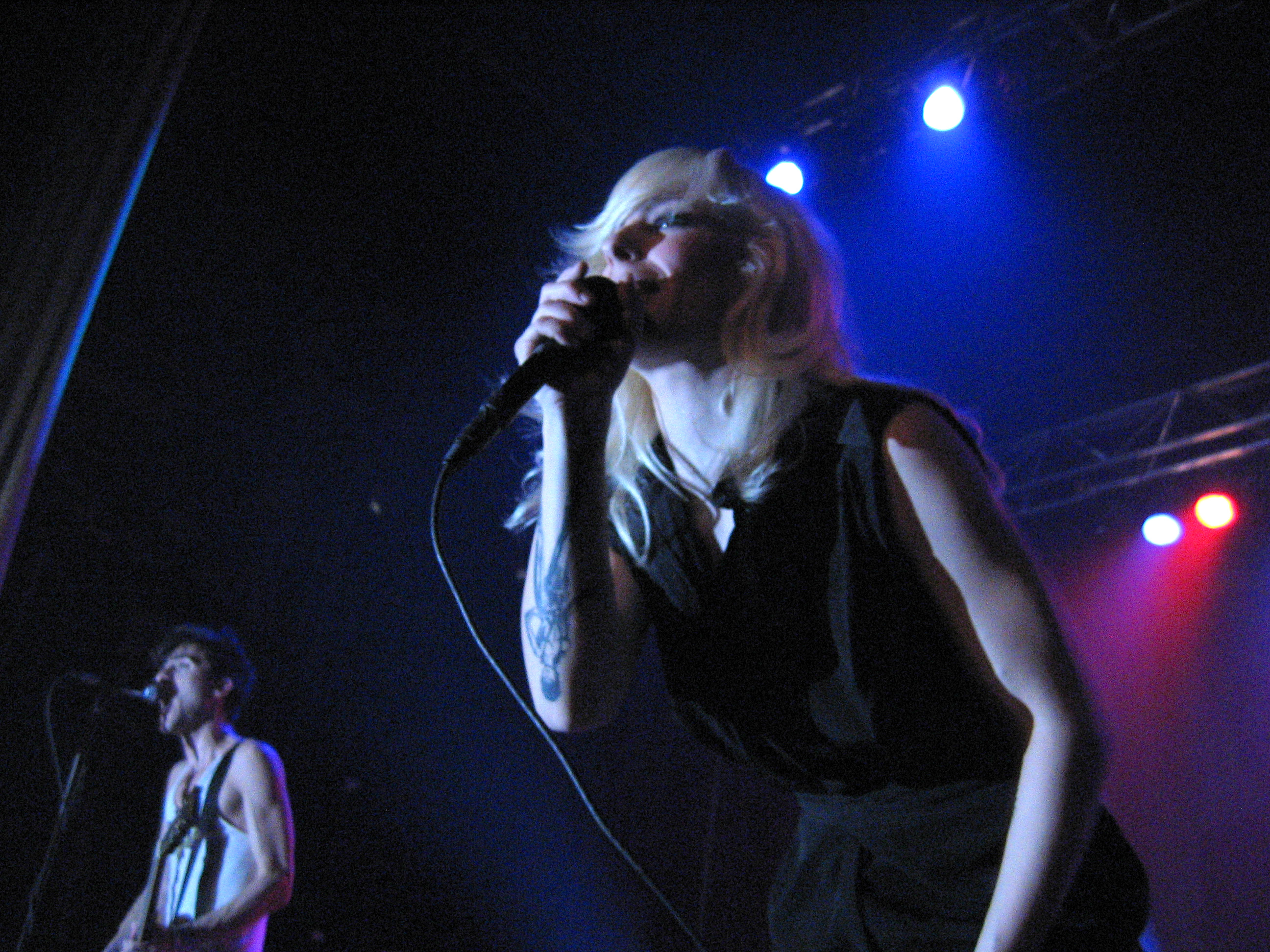
The Sounds performing in Montréal in 2006.

No início de outubro de 2007, The Sounds saiu em sua turnê mundial na Europa Ocidental e Austrália. 
Uma das músicas da banda, o synth-pop-tingida, "Hurt You", foi usado em um comercial de televisão na Geico TV que foi ao ar em setembro de 2008. 
Maja Ivarsson foi nomeado em "Mulheres mais quentes do ... Rock" do Blender Revista lista. [3] 
The Sounds lançou seu terceiro álbum de estúdio Crossing the Rubicon, em 2 de junho de 2009, via Original Signal Recordings (EUA e Canadá) e Arnioki Records, sua gravadora independente. Eles colaboraram com Mark Saunders, bem como James Iha e Adam Schlesinger no álbum. [4] Eles tocaram a música "No One Sleeps When I'm Awake" em Last Call with Carson Daly em 12 de fevereiro de 2009, que foi o primeiro single do álbum. A canção também foi incluída no novo show da CWTV The Vampire Diaries no episódio "Haunted". [5] O título do terceiro álbum foi inspirado na citação Júlio César e refere-se a separação da banda de sua gravadora anterior, e tornou-se independente. Seu segundo single, "Beatbox", foi apresentado no American Idol. "Dorchester Hotel" foi lançada como terceiro single somente na Alemanha. 
Em fevereiro de 2010, dois vídeos oficiais foram divulgados de Crossing the Rubicon. Eles são "No One Sleeps When I'm Awake" (dirigido por Michael Schmelling da A76 Productions) e "Beatbox" (dirigido por Manuel Concha de Concha Films). 
The Sounds foi o convidado especial no No Doubt Summer Tour 2009, a partir de maio de 2009, em anfiteatros ao ar livre e arenas em todo os EUA e Canadá. The Sounds também desempenhou uma série de shows manchete em todo os EUA e no Canadá no final de abril e início de maio, antes de entrar para a turnê No Doubt. Esses shows como atração principal destaque Chicago synth-rockers Hey Champ, que criou um remix de "Beatbox". 
Em 12 de setembro de 2009, The Sounds embarcou em uma turnê mundial para promover o novo álbum. Foxy Shazam e Semi Precious Weapons se juntaram a eles como apoio nos Estados Unidos, Matt and Kim apoiaram eles na Europa. 
O próximo disco da banda foi intitulado Something to Die For, e lançado em 29 de março de 2011. [6] [7] A vocalista Maja Ivarsson também apareceu na banda de pop punk All Time Low no novo álbum Dirty Work como vocalista convidada na faixa " Guts ". [8] 
O primeiro single do seu novo álbum, "Better Off Dead", foi lançado em 1 de fevereiro de 2011. A faixa foi promovida em seu site com uma competição, em que qualquer um pode baixar a partitura da música, e apresentar a sua própria versão, a ser votada pelos fãs (a versão do vencedor será incluído como o B-Side em seu próximo 7"). Todo mundo que baixou a partitura também recebeu a faixa grátis 5 dias depois. [9] A banda lançou seu segundo single," Something To Die For", em 22 de fevereiro de 2011 e o single foi destaque no filme Pânico 4 como trilha sonora, juntamente com "Yeah Yeah Yeah". A banda lançou o vídeo oficial da música para o seu terceiro single, "Dance With The Devil", em 19 de maio de 2011. Um videoclipe para o quarto single, "Yeah Yeah Yeah", foi lançado em 16 de fevereiro de 2012. 
Em seu Twitter oficial, o tecladista Jesper Anderberg anunciou que The Sounds estavam no estúdio trabalhando em seu ainda-a-ser-nomeado quinto álbum de estúdio, que deve ser lançado no verão de 2013 (Inverno no Brasil). The Sounds também postou fotos de seu trabalho em estúdio no Twitter e em seu site oficial, afirmando que eles "estão trancados em um estúdio na Suécia, dando os retoques finais em nosso quinto álbum de estúdio". Eles também disseram que o álbum "é um grande reflexo de nossos últimos 10 anos de turnês, tocando ao vivo e fazendo música juntos". Eles vão lançar música nova na primavera, e começar a turnê de verão de 2013. Em 24 de abril, anunciou via Twitter que eles tenham concluído a gravação do novo álbum. 
Em 16 de maio de 2013, em seu Twitter oficial, The Sounds postou uma prévia do seu novo single "Shake Shake Shake". "Shake shake shake" é o primeiro single do álbum, ainda sem título.

## Integrantes
- Maja Ivarsson – vocal
- Felix Rodriguez – guitarra
- Johan Bengtsson – baixo
- Jesper Anderberg – teclado, piano e guitarra
- Fredrik Nilsson – bateria

## Discografia

### Álbuns de estúdio
- 2002: Living in America
- 2006: Dying to Say This to You
- 2009: Crossing the Rubicon
- 2011: Something to Die For
- 2013: Weekend

### EPs
- 2006: Live EP

### Singles
- 2002: "Fire / Hit Me!"
- 2002: "Living in America"
- 2003: "Seven Days a Week"
- 2003: "Rock & Roll"
- 2006: "Song with a Mission"
- 2006: "Painted by Numbers"
- 2007: "Tony the Beat"
- 2009: "No One Sleeps When I'm Awake"
- 2010: "Beatbox"
- 2013: "Hurt The Ones I Love"
- 2014: "Outlaw"